# Burgos (Ilocos Sur)
Burgos je filipínské město ležící v provincii Ilocos Sur. V roce 2000 mělo město 11 175 obyvatel žijících ve 2174 domácnostech.

## Historie
Burgos vzniklo roku 1831, kdy díky otci Bernardinu Logovi konvertovalo mnoho původních obyvatel ke křesťanství. Vzniklé křesťanské město bylo pojmenováno Nueva Coveta. Okolní sídla městu Nueva Coveta velice záviděla klidnou atmosféru, řád a také pokrok, některé výrobky byly prodávány až v provinciích Pangasinan a Tarlac.
Nueva Coveta byla později přejmenována na Burgos na počest otce Josého Burgose.

## Barangaye
Burgos je rozdělen do 26 menších územních jednotek zvaných barangaye.
| - Ambugat - Balugang - Bangbangar - Bessang - Cabcaburao - Cadacad - Callitong - Dayanki - Lesseb - Lubing - Lucaban - Luna - Macaoayan | - Mambug - Manaboc - Mapanit - Poblacion Sur (Masingit) - Nagpanaoan - Dirdirig (Dirdirig-Paday) - Paduros - Patac - Poblacion Norte (Bato) - Sabangan Pinggan - Subadi Norte - Subadi Sur - Taliao |